# 1945-ös magyar birkózóbajnokság
Az 1945-ös magyar birkózóbajnokság a harmincnyolcadik magyar bajnokság volt. A kötöttfogású és a szabadfogású bajnokságot is október 21-én és 28-án rendezték meg Budapesten, a Nemzeti Sportcsarnokban.

## Eredmények

### Férfi kötöttfogás
| Versenyszám  | Arany                    | Arany | Ezüst                          | Ezüst | Bronz                       | Bronz |
| ------------ | ------------------------ | ----- | ------------------------------ | ----- | --------------------------- | ----- |
| Légsúly      | Bencze Lajos Munkás TE   |       | Szilágyi Gyula BVESC           |       | Kerner Sándor Törekvés SE   |       |
| Pehelysúly   | Illés Károly BVESC       |       | Széll Dezső BVESC              |       | Szendrei Gyula Szolnoki MÁV |       |
| Könnyűsúly   | Bakos László Munkás TE   |       | Szilvásy Miklós BVESC          |       | Bagi István Szolnoki MÁV    |       |
| Váltósúly    | Kiss György Csepeli MTK  |       | Káli László Csepeli MTK        |       | Szabó Gábor Csepeli MTK     |       |
| Középsúly    | Finyák Sándor Győri AC   |       | Kardos Géza BRE                |       | Németi Gyula Debreceni VSC  |       |
| Félnehézsúly | Kovács Gyula BVESC       |       | Soltész László Ceglédi VSE     |       | Rajnai Gyula Postás SE      |       |
| Nehézsúly    | Riheczky János Munkás TE |       | Szederkényi Rezső Miskolci MTE |       | Jámbor Gyula BRE            |       |

### Férfi szabadfogás
| Versenyszám  | Arany                    | Arany | Ezüst                          | Ezüst | Bronz                       | Bronz |
| ------------ | ------------------------ | ----- | ------------------------------ | ----- | --------------------------- | ----- |
| Légsúly      | Bencze Lajos Munkás TE   |       | Aranyi Lajos Munkás TE         |       | Szilágyi Gyula BVESC        |       |
| Pehelysúly   | Vörös László Előre SE    |       | Hullai József Kecskeméti TE    |       | Széll Dezső BVESC           |       |
| Könnyűsúly   | Ferencz Károly Előre SE  |       | Szilvásy Miklós BVESC          |       | Bakos László Munkás TE      |       |
| Váltósúly    | Káli László Csepeli MTK  |       | Fecske Béla Munkás TE          |       | Balogh Gyula BRE            |       |
| Középsúly    | Kardos Géza BRE          |       | Nógrádi János Csepeli MTK      |       | Mángó Andor BRE             |       |
| Félnehézsúly | Kovács Gyula BVESC       |       | Tarányi József Debreceni VSC   |       | Soltész László Ceglédi VSE  |       |
| Nehézsúly    | Riheczky János Munkás TE |       | Szederkényi Rezső Miskolci MTE |       | Baranyai László Törekvés SE |       |